# Liga de Damas Chilenas
Liga de Damas Chilenas (League of Chilean Ladies) var en förening för kvinnor i Chile, grundad 1912.
Den grundades med stöd av katolska kyrkan under ledning av Amalia Errazuriz de Subercaseaux med 450 medlemmar ur den övre medelklassen. Det var just vid denna tidpunkt kvinnorörelsen organiserade sig i Chile. I Chile hade kvinnorörelsen stöd av den katolska kyrkan, därför att de flesta kvinnor vid denna tid var konserkvativa katoliker, och kyrkan förespråkade kvinnlig rösträtt med argumentet att det skulle öka konservativa väljares antal, något som hade lett till att liberala partiet uttryckligen förbjudet kvinnlig rösträtt 1884. Kyrkan stödde därför också organisationen av kvinnorörelsen 1912. 
Det var en så kallad socialkatolsk förening. Vid denna tid gick en våg av socialt engagerad katolicism eller socialistisk katolicism genom Latinamerika, då kyrkan och överklassen förenade sig för att genom olika sociala hjälpåtgärder lindra arbetarklassens värsta nöd och misär, för att på det sättet bevara klassystemet genom att hindra arbetarna från att vända sig till socialismen och liberalismen. I enlighet med detta ideal var föreningens mål att "hjälpa och försvara arbetande kvinnors intressen utan att attackera ordningens och auktoritetens principer". Föreningen upprättade en förening för affärsbiträden och sekreterare 1914 och en förening för sömmerskor 1915. 